# Steve Jackson (Unternehmer, 1951)
Steve Jackson (* 1951 in Manchester, Großbritannien) ist einer der Gründer des Spieleverlages Games Workshop. Zusammen mit Ian Livingstone hat er unter anderem das Pen-&-Paper-Rollenspiel Dungeons & Dragons nach Europa gebracht.
Beide Autoren suchten nach einer Möglichkeit, das Rollenspiel Dungeons and Dragons einem breiteren Publikum zugänglich zu machen. Dungeons and Dragons hat ein sehr komplexes Regelwerk und setzt eine ganze Gruppe von Spielern voraus. Ian Livingstone und Steve Jackson veröffentlichten 1981 als Resultat ihrer Bemühungen ein Spielbuch: The Warlock of Firetop Mountain (deutscher Titel: Der Hexenmeister vom flammenden Berg), welches später auch als Brettspiel Der Hexenmeister im Verlag Schmidt Spiele erschien. Der Erfolg war so enorm, dass eine ganze Serie daraus entstand: Die Fighting-Fantasy-Reihe. Die Bücher haben sich weltweit über 15 Millionen Mal verkauft.
1982 wurde er in die Clausewitz Hall of Fame aufgenommen.
Zu den wichtigsten Werken zählen folgende Bücher:
- Der Hexenmeister vom flammenden Berg (The Warlock of Firetop Mountain, 1982)
- Der Tempel des Schreckens (Temple of Terror, 1985)
- Duell der Piraten (Seas of Blood, 1985)
- Creature of Havoc, 1986
- Die Dämonen der Tiefe (Demons of the Deep, 1986)
- Das Schwert des Samurai (Sword of the Samurai, 1986)

Er wird oft mit dem amerikanischen Autor gleichen Namens verwechselt, der mit seiner Firma Steve Jackson Games Titel wie GURPS, Munchkin oder Car Wars veröffentlichte.